# In mir tanze ich – Das Klezmer Projekt
In mir tanze ich – Das Klezmer Projekt oder auch Das Klezmer Projekt ist eine österreichisch-argentinische Mockumentary unter der Regie von Leandro Koch und Paloma Schachmann aus dem Jahr 2023. Der Film feierte am 23. Februar 2023 auf der Berlinale seine Weltpremiere in der Sektion Encounters und kam am 26. Januar 2024 in die österreichischen sowie am 30. Mai 2024 in die deutschen Kinos.

## Handlung
Der argentinische Filmemacher Leandro Koch filmt normalerweise Hochzeiten. Doch bei einer lernt er die Klarinettistin Paloma Schachmann kennen und verliebt sich in sie. Um ihr näher zu kommen, behauptet er, über die jiddische Klezmermusik einen Dokumentarfilm drehen zu wollen. Beide sind Juden und leben in Buenos Aires. Um dem Gegenstand seines Filmes näher zu kommen, spricht er mit seiner Großmutter, die als Kind in Bessarabien (heute Republik Moldau) aufgewachsen ist. Als Paloma verkündet, nach Rumänien und die Ukraine reisen zu wollen, beschließt Leandro ihr zu folgen, um seinen angeblichen Dokumentarfilm dort zu drehen. In Salzburg trifft er auf Lukas Valenta Rinner, einen alten Freund und Filmproduzenten, der seine Idee dem ORF vorträgt und dabei eine Förderung für das Projekt erreicht.
Parallel werden immer wieder Stellen aus einer jiddischen Geschichte vorgelesen, in der es um den Waisenjungen Yankel geht, der als Totengräber arbeitet. Eines Tages lernt er Taibele kennen, eine Rabbinerstochter, die als Frau aber nur im Geheimen die Tora studieren kann. Er verliebt sich in sie und behauptet, sich auch selbst darin auszukennen, trägt aber die Positionen Spinozas vor, von dem er ein Buch aufgestöbert hat, ohne zu wissen, dass der Philosoph aus der jüdischen Gemeinde verbannt wurde. Der rückschrittliche Rabbi bemerkt es und verprügelt den Jungen. Das Mädchen zieht in die Stadt, der Junge betrügt einen Maultierführer, um mit ihm in die Stadt reisen zu können. Diese Analogien werden immer wieder parallel zu den passenden Szenen des Films eingesprochen.
Als das Filmteam den Westen der Ukraine erreicht, finden sie nur einzelne Musiker, die dort traditionelle Musik spielen. Einige alte Leute erinnern sich an das Zusammenleben mit den Juden in der Region und beschreiben es als vergessene Normalität. Schließlich treffen sie einen alten Geiger, der in der Nähe der Grenze lebt und sich als letzter Jude vorstellt. Er überquert einmal pro Woche die Grenze nach Rumänien und gibt dem Postboten dort ein Päckchen. In diesem sind CDs einer rumänischen Folkband, die als letzte noch Klezmer spielte, aber deren Mitglieder bereits verstorben sind. In Rumänien wird Leonardo mit Paloma vereint und sie begleiten den Ethnologen Bob Cohen, der seit 30 Jahren im Grenzgebiet zur Ukraine die traditionelle Musik erforscht. Doch auch dieser kennt keine Klezmer-Bands in der Nähe.
Schließlich gibt der entnervte Produzent Lukas Rinner auf und kehrt mit dem Filmteam nach Österreich zurück. Leonardo überredet Paloma, mit ihm für eine Woche nach Moldau zu fahren, um dort weiter zu suchen. Doch nach einigen Tagen haben sie keine Musiker finden können und Paloma reist nach Deutschland, um bei einer jüdischen Hochzeit zu spielen. Leonardo reist alleine weiter und verkauft sogar sein Auto, um ein paar Tage länger bleiben zu können. Zuletzt filmt er eine moldauische Hochzeitsgesellschaft, die tanzend zu traditioneller Musik einer Straße folgt.

## Produktion

### Filmstab

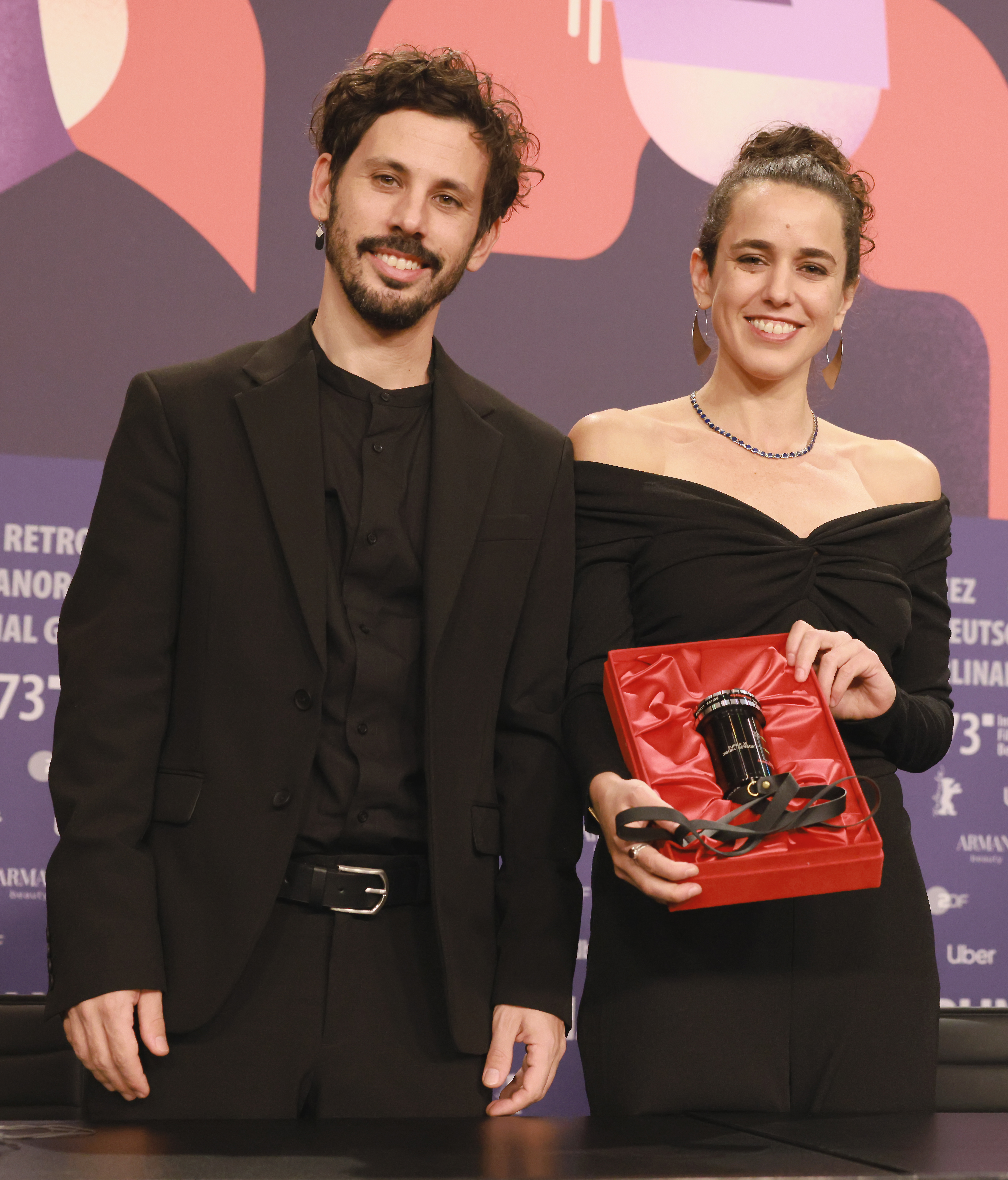
Regisseure und Hauptdarsteller Leandro Koch und Paloma Schachmann

Regie führten Leandro Koch und Paloma Schachmann, von denen auch das Drehbuch stammt. Die Kameraführung lag in den Händen von Roman Kasseroler und Leandro Koch und für den Filmschnitt waren Leandro Koch und Javier Favot verantwortlich. Produziert wurde der Film von Andrew Sala. Produktionsfirma ist die Nabis Filmgroup GmbH in Wien.

### Dreharbeiten und Veröffentlichung
2017 gewann In mir tanze ich – Das Klezmer Projekt, damals noch im Projektstatus, beim Nationalen Institut für Kino und Audiovisuelle Kunst (INCAA).
2018 nahm das Projekt am BAFICI (Buenos Aires Internationales Festival des Independent-Films) im Rahmen der Plattform BAL teil. Diese widmet sich der Entwicklung und Koproduktion von lateinamerikanischen Filmprojekten und unterstützt Produktion, Verkauf und Vertrieb von lateinamerikanischen Filmen. Ziele waren damals der Abschluss der Dreharbeiten zu In mir tanze ich – Das Klezmer Projekt und der Abschluss einer Kooperationsvereinbarung. In mir tanze ich – Das Klezmer Projekt gewann einen Preis, den Barco y Soppa Sonido.
Beim Filmfestival Málaga 2018 wurde das Projekt ebenfalls gezeigt.
Der Debütfilm feierte am 23. Februar 2023 auf der Berlinale seine Weltpremiere in der Sektion Encounters. Er kam am 26. Januar 2024 in die österreichischen Kinos und wurde vom Verleiher Österreichisches Filminstitut vertrieben. In Deutschland erschien er am 30. Mai 2024 im Verleih von Film Kino Text in den Kinos.

## Rezeption
Jens Balkenborg in Jüdische Allgemeine: „Die Liebe für das Experiment und das Interesse am Kuriosen sind The Klezmer Project fest eingeschrieben. Hier legen sich verschiedene, für sich genommen interessante Schichten übereinander und eröffnen einen Raum für Fragen zur Überlieferung von Kultur – aller Schrecken zum Trotz. Doch kann die Kühnheit nicht darüber hinwegtäuschen, dass der Film in vielen Momenten sperrig und bemüht wirkt und an etlichen Stellen auseinanderfällt.“
Kai Löffler bei SWR: „‚The Klezmer Project‘ wurde in Berlin als herausragender Erstling ausgezeichnet, gedreht von zwei jungen Filmemachern mit großer Kreativität und begrenzter Erfahrung. Beides merkt man dem Film an. Die Mischform aus Dokumentation und Spielfilm, aus Roadmovie und kulturwissenschaftlicher Schnitzeljagd ist mutig und spannend, auch wenn eine Hälfte viel besser funktioniert als die andere. Ein Film über Klezmer ist es nicht geworden, aber ein Film mit vielen Denkanstößen, der mehr an Fragen als an Antworten interessiert ist. Und wenn die Fragen so spannend sind, wer will sich da beklagen?“
Valerie Dirk in Der Standard: „Von Mensch zu Mensch, von Ort zu Ort hangelt sich die Dokufiktion mit einer selbstreflexiven Verspieltheit, die Freude macht. Selbst dann noch, wenn sie sich nicht mehr als (Selbst-)Findung, sondern auch als Abschied entpuppt – aber der ist in den Melodien des Klezmers schließlich zu Hause.“

## Auszeichnungen und Nominierungen
- 2023: GWFF Preis Bester Erstlingsfilm bei der Berlinale[14]
- 2023: London-Film-Festival-Nominierung als Bester Dokumentarfilm
- 2024: Preis Schnitt beim Filmfestival Diagonale[15]